# The Final Countdown (альбом)
The Final Countdown (с англ. — «Обратный отсчёт») — третий студийный альбом шведской рок-группы Europe, издан в мае 1986 года на американском лейбле Epic Records. Содержит такие хиты группы, как «The Final Countdown», «Rock the Night» и «Carrie».
Диск имел большой коммерческий успех — только в США количество проданных экземпляров превысило 3 миллиона. В некоторых странах достигал первых строчек чартов. В американском чарте Billboard 200 достиг 8-го места. Популярность песни «The Final Countdown» была настолько высока, что даже в СССР песня ротировалась на Центральном телевидении, в частности в передаче «Утренняя почта».
Однако, в 2011 году песня «The Final Countdown» заняла второе место в списке худших песен 80-х годов, по результатам опроса, проведённого журналом Rolling Stone среди своих читателей.

## Сертификация
- CRIA (Канада) — дважды платиновый, высшее достижение группы. Статус присвоен 29 мая 1987 года[8].
- BVMI (Германия) — золотой, первый и единственный альбом коллектива, добившийся такого статуса в Германии[9].

## Список композиций
Тексты и музыка всех композиций написаны Джоуи Темпестом, кроме «Carrie» — в соавторстве с Миком Микаэли.
| №                   | Название              | Длительность |
| ------------------- | --------------------- | ------------ |
| 1.                  | «The Final Countdown» | 5:09         |
| 2.                  | «Rock the Night»      | 4:04         |
| 3.                  | «Carrie»              | 4:29         |
| 4.                  | «Danger on the Track» | 3:45         |
| 5.                  | «Ninja»               | 3:47         |
| 6.                  | «Cherokee»            | 4:12         |
| 7.                  | «Time Has Come»       | 4:00         |
| 8.                  | «Heart of Stone»      | 3:46         |
| 9.                  | «On the Loose»        | 3:08         |
| 10.                 | «Love Chaser»         | 3:28         |
| Общая длительность: | Общая длительность:   | 39:48        |

## Участники записи
- Джоуи Темпест — вокал;
- Джон Норум — гитары, бэк-вокал;
- Джон Левен — бас-гитара;
- Мик Микаэли — клавишные;
- Ян Хоглунд — ударные, бэк-вокал;
- Кевин Элсон — продюсер, звукорежиссёр.
- Волли Бак — звукорежиссёр
- Дон Механ — звукорежиссёр
- Боб Людвиг — мастеринг
- Майкл Йохансон — фотограф
- Лес Кац — художник
- Джоэл Циммерман — художественный руководитель

## В массовой культуре
В фильме Лихач (2007) использовались песни «Rock the Night», «Danger on the Track», «Cherokee» и «Time Has Come».

## Позиции в чартах
| Год  | Чарт           | Место |
| ---- | -------------- | ----- |
| 1986 | Швеция         | 1     |
| 1986 | Швейцария      | 1     |
| 1986 | Канада         | 2     |
| 1986 | Италия         | 2     |
| 1986 | Норвегия       | 4     |
| 1986 | Австрия        | 5     |
| 1986 | Германия       | 6     |
| 1986 | Великобритания | 9     |